# Vík í Mýrdal
För andra betydelser, se Vik.

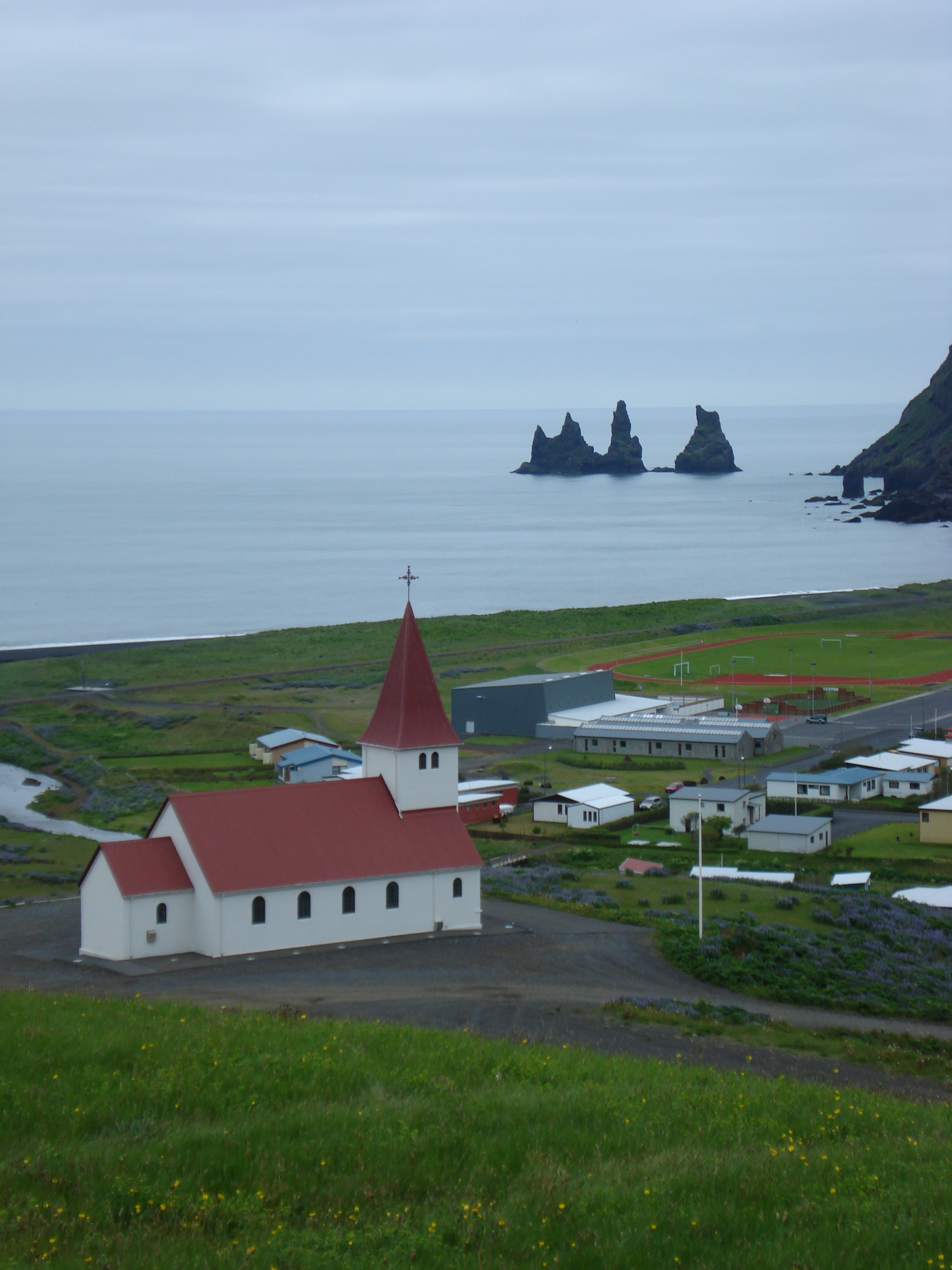
Vík med kyrkan och Reynisdrangar

Vík í Mýrdal är ett samhälle på sydöstra Island med 639 invånare 2024. Det fungerar som ett servicecenter för människorna på den omgivande landsbygden och för turister till glaciären Mýrdalsjökull och stranden vid raukarna Reynisdrangar. Samhället är ett populärt besöksmål tack vare stranden och de stora kolonierna av lunnefåglar som häckar på Dyrhólaeys klippor. Vík är Islands regnigaste plats och har den högsta årsnederbörden.

## Stranden vid Reynisdrangar
Reynisdrangar är namnet på de dramatiska, svarta, kolumnformade basaltklipporna vid stranden nära Vík í Mýrdal. Enligt sägnen är klipporna troll som förstenades. Stranden innehåller också ett monument över alla de sjömän som förlorat sitt liv på det stormiga havet utanför.
Den amerikanska tidningen Islands Magazine utnämnde 1991 stranden till en av världens tio vackraste stränder. Stranden är en populärt turistmål, framförallt tack vare de stora kolonier av lunnefågel som häckar på klipporna ovanför stranden.

## Hotet från naturen
Vík í Mýrdal ligger rakt nedströms glaciären Mýrdalsjökull, som omger den fortfarande aktiva vulkanen Katla. Vid ett eventuellt större utbrott är risken stor att bebyggelsen i samhället skulle skadas i efterföljande jökellopp med eventuellt undantag för den högt belägna kyrkan. Det genomförs regelbundet övningar där invånarna tar skydd i kyrkan vid första tecknet på ett utbrott.

## Bildgalleri

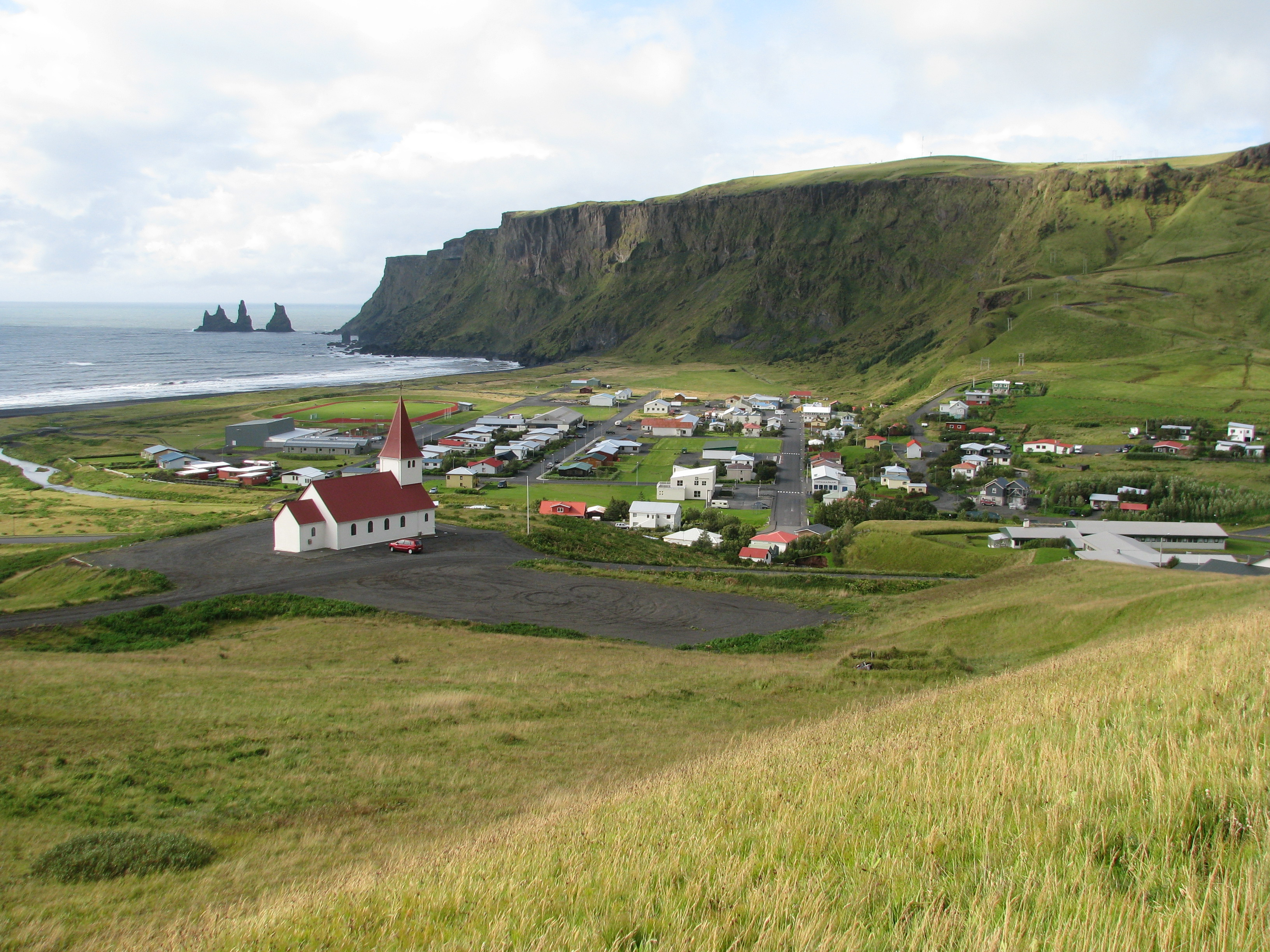
Samhället Vík í Mýrdal
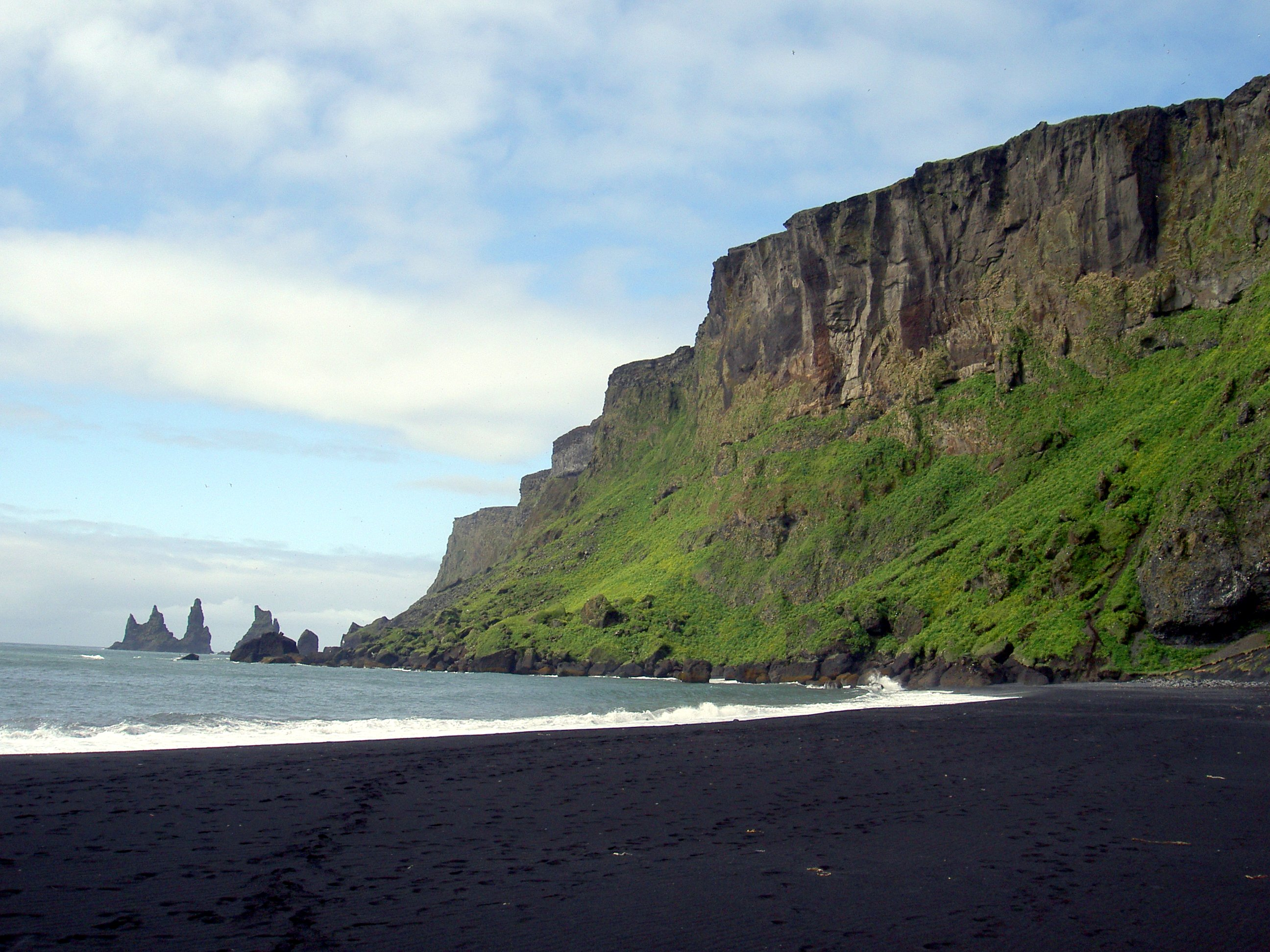
Stranden vid Reynisdrangar
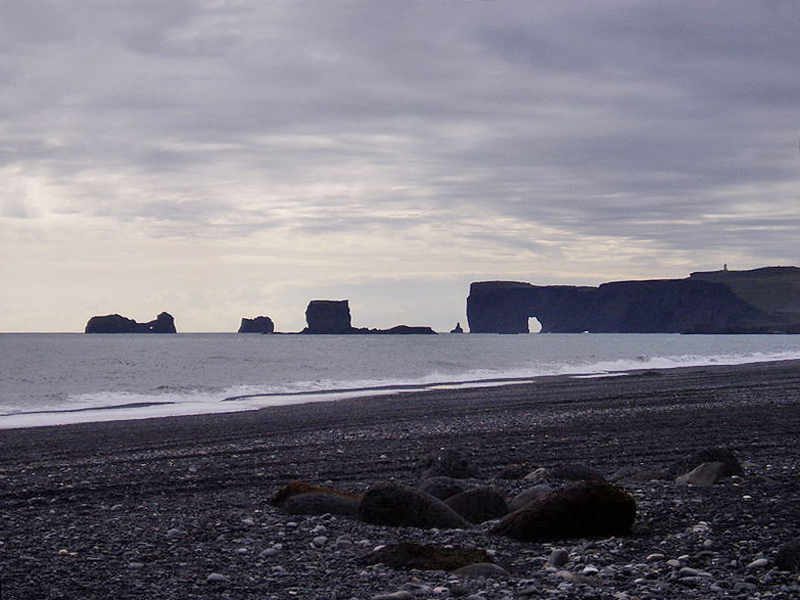
Basaltspelare i havet
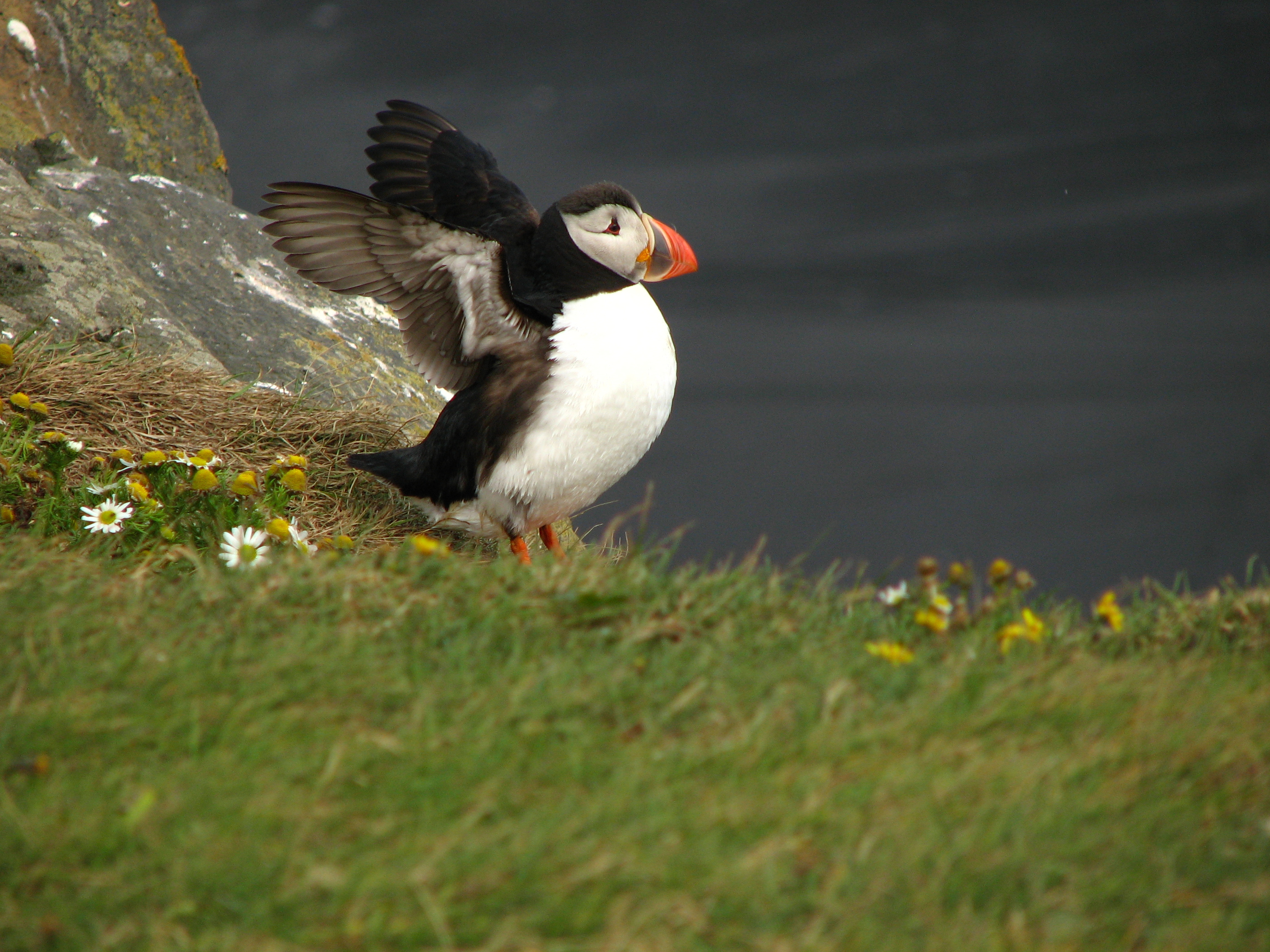
Lunnefågel